# Vaccinium leptomorphum
Vaccinium leptomorphum är en ljungväxtart som beskrevs av Herman Otto Sleumer. Vaccinium leptomorphum ingår i Blåbärssläktet, och familjen ljungväxter. Inga underarter finns listade i Catalogue of Life.